# ويليان روكا
ويليان روكا (مواليد 1 أبريل 1989) هو لاعب كرة قدم برازيلي.

## وصلات خارجية
- ويليان روكا على موقع رابطة كرة القدم اليابانية للمحترفين (اليابانية)
- ويليان روكا على موقع قاعدة بيانات كرة القدم.إي يو (الإنجليزية)
- ويليان روكا على موقع Soccerway.com (الإنجليزية)
- ويليان روكا على موقع عالم كرة القدم.نت (الإنجليزية)